# Bruneiische Königsfamilie
Die Königsfamilie von Brunei ist eine Gruppe von Personen die mit dem Sultan und Yang Di-Pertuan von Brunei Darussalam in einem engen familiären Verhältnis stehen.

Persönliches Emblem des Sultans von Brunei

Per Definition tragen alle Mitglieder des Königshauses den Titel „Königliches Mitglied“ (Pengiran), der Sultan selbst führt den Titel „Sultan und Yang Di-Pertuan“. Die Erstfrau des Sultans führt zudem den Titel „Königliche Erstfrau“ (Raja Isteri), die weiteren Ehefrauen den Titel „Königliche Folgefrau“ (Pengiran Isteri). Die Kinder der Erstfrau des Sultans tragen zudem die Zusatzbezeichnung „Nachkomme der Königin“ (yang Gahara), die Kinder einer weiteren Frau den Zusatz „kein Nachkomme der Königin“ (yang tidak Gahara).
Gemäß diesen Bedingungen zählen unter anderem folgende Personen zur königlichen Familie:
- der bruneiische Sultan und Yang Di-Pertuan
- seine Ehegattinnen
- die Kinder des Monarchen
- die Enkel des Monarchen
- die Geschwister des Monarchen und deren Ehegatten bzw. Ehegattinnen
- die Kinder der Geschwister des Monarchen und deren Ehegatten bzw. Ehegattinnen

## Direkter Familienkreis
Nachstehend die wichtigsten Personen der bruneiischen Königsfamilie:

### Erste Ebene

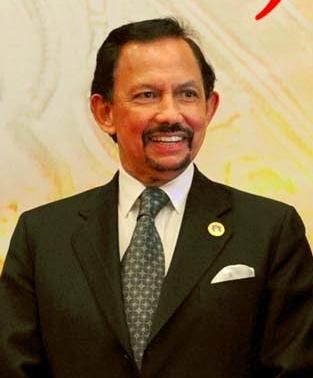
Sultan und Yang Di-Pertuan Hassanal Bolkiah
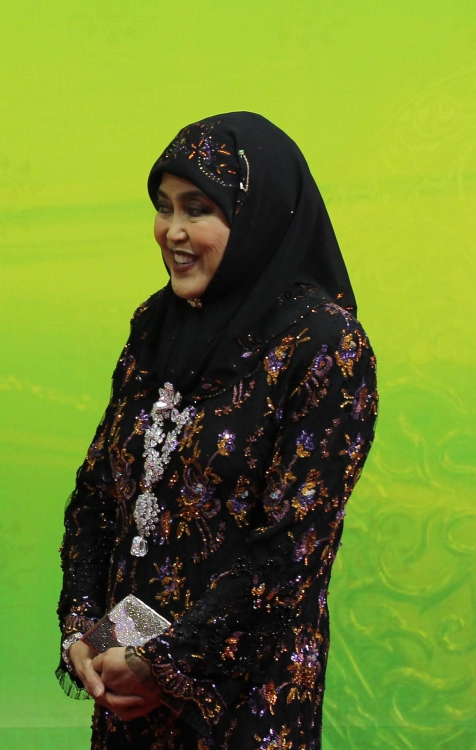
Königin (Raja Isteri) Saleha
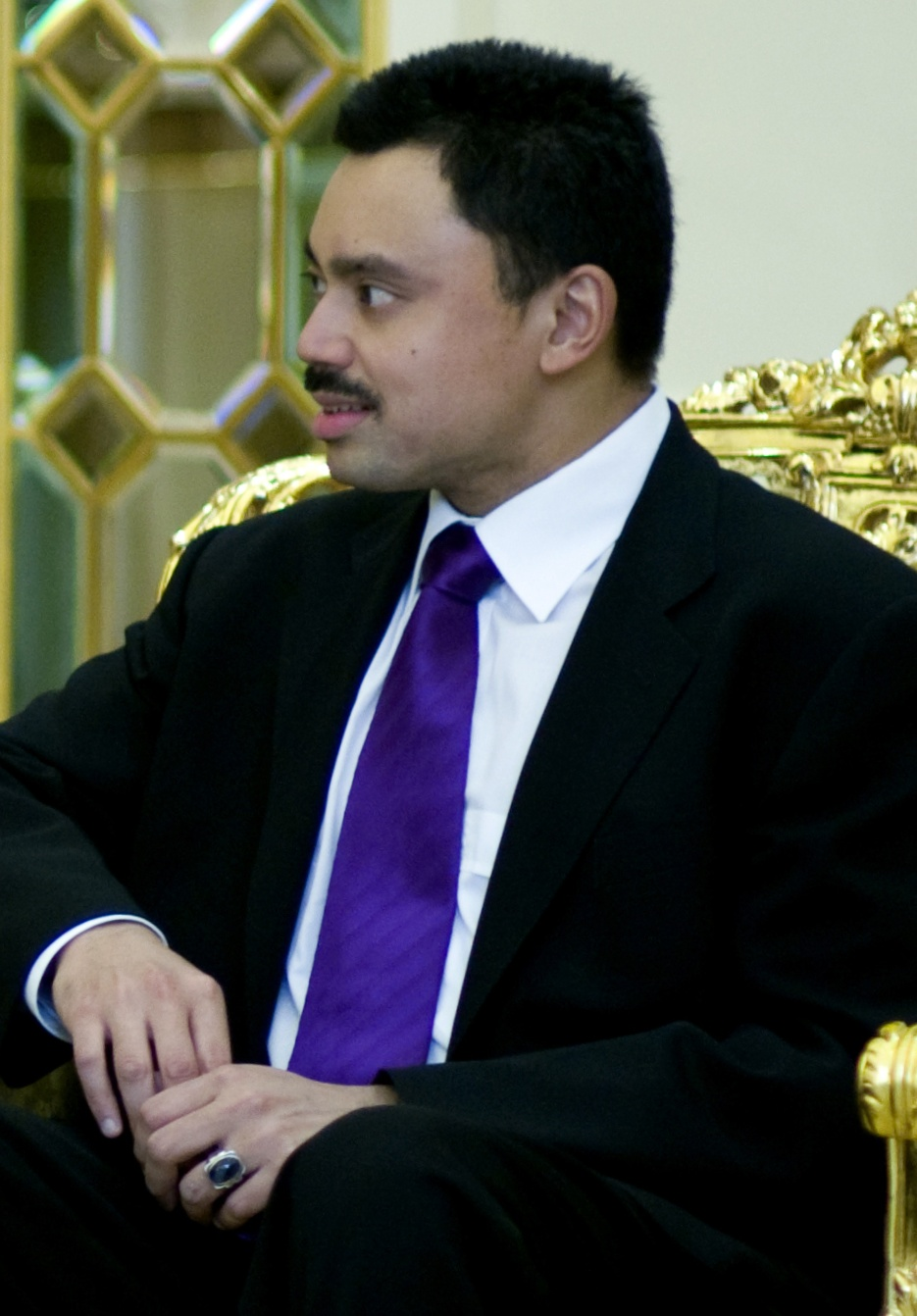
Kronprinz Al-Muhtadee Billah
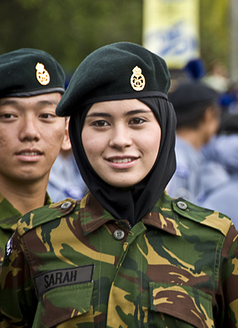
Prinzessin Sarah

- Sultan und Yang Di-Pertuan Hassanal Bolkiah
- Königin (Raja Isteri) Saleha (Ehefrau des Sultan und Yang Di-Pertuan)
- Kronprinz Al-Muhtadee Billah (ältester männlicher Abkömmling des Sultan und Yang Di-Pertuan)
- Prinzessin Sarah (Ehefrau des Kronprinzen)
- Prinz 'Abdul Muntaqim (ältester männlicher Enkel des Sultans und Yang Di-Pertuan)
- Prinz Mohammed (ältester Bruder des Sultans und Yang Di-Pertuan)
- Prinzessin Zariah (Ehefrau von Prinz Mohammed)
- Prinz Sufri (zweitältester Bruder des Sultans und Yang Di-Pertuan)
- Prinz Jefri (drittältester Bruder des Sultans und Yang Di-Pertuan)
- Prinzessin Norhayati (Ehefrau von Prinz Jefri)

### Zweite Ebene
- Prinz Abdul Malik (2. Sohn des Sultan und Yang Di-Pertuan)
- Prinzessin Rashidah (Tochter des Sultans und Yang Di-Pertuan)
- Prinzessin Muta-Wakkilah (Tochter des Sultans und Yang Di-Pertuan)
- Prinzessin Majeedah (Tochter des Sultans und Yang Di-Pertuan)
- Prinzessin Hafizah (Tochter des Sultans und Yang Di-Pertuan)

### Dritte Ebene

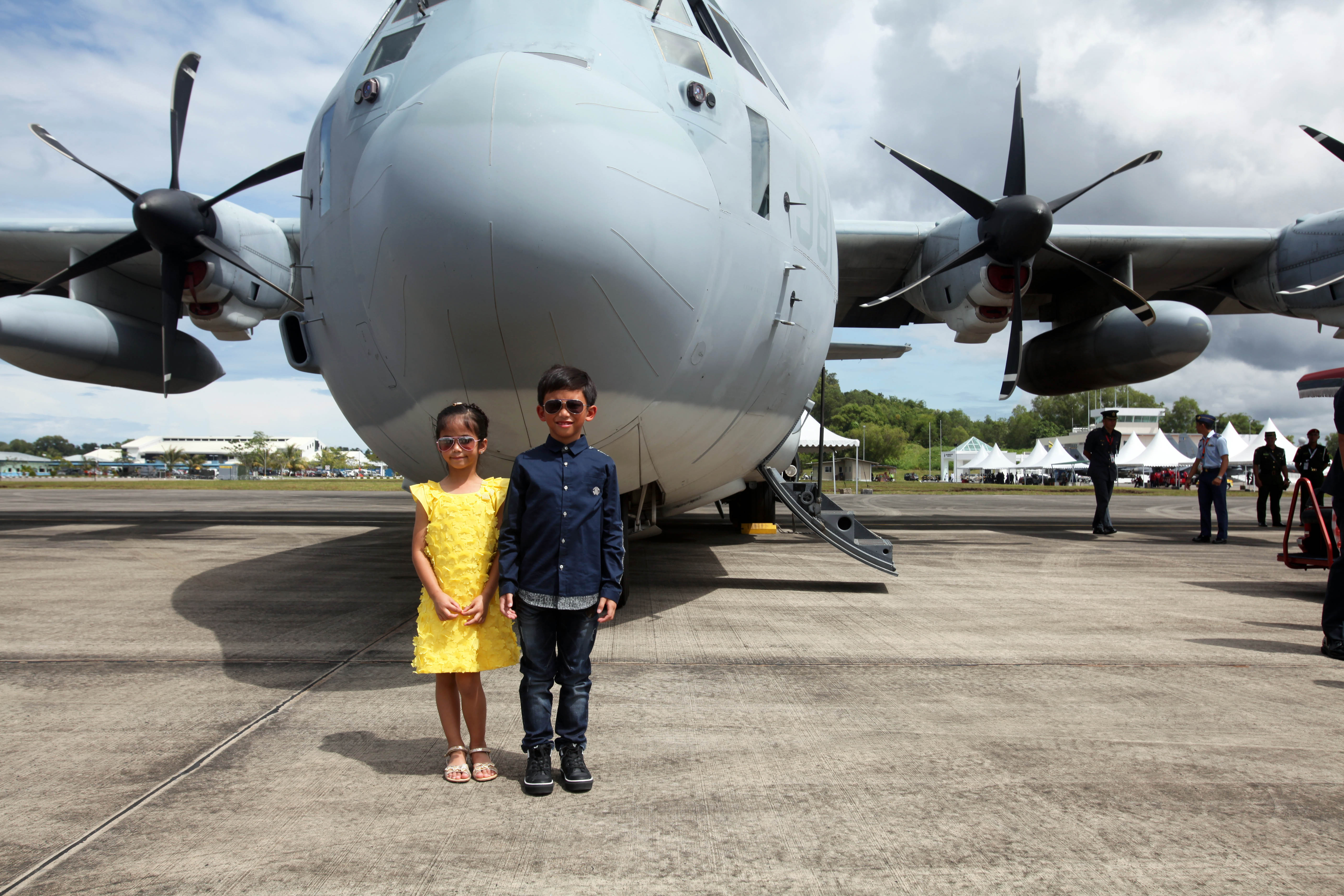
Prinz Abdul Wakeel und Prinzessin Ameerah 2013

- Prinz Abdul Azim (Sohn des Sultans und Yang Di-Pertuan und dessen geschiedener Zweitfrau)
- Prinz Abdul Mateen (Sohn des Sultans und Yang Di-Pertuan und dessen geschiedener Zweitfrau)
- Prinz Abdul Wakeel (Sohn des Sultans und Yang Di-Pertuan und dessen geschiedener zweiter Zweitfrau)
- Prinzessin Azemah (Tochter des Sultans und Yang Di-Pertuan und dessen geschiedener Zweitfrau)
- Prinzessin Fadzilah (Tochter des Sultans und Yang Di-Pertuan und dessen geschiedener Zweitfrau)
- Prinzessin Ameerah (Tochter des Sultans und Yang Di-Pertuan und dessen geschiedener zweiter Zweitfrau)

### Zweite Reihe
- Datin Faizah (Ehefrau von Prinz Sufri)1
- Prinzessin Masna (Schwester des Sultans und Yang Di-Pertuan)
- Prinz Abdul Qawi (ältester Sohn von Prinz Mohammed)
- Prinz Abdul Fattah (Sohn von Prinz Mohammed)
- Prinz Abdul Mumin (Sohn von Prinz Mohammed)
- Prinz Omar Ali (Sohn von Prinz Mohammed)
- Prinz Abdul Muqtadir (Sohn von Prinz Mohammed)
- Muhammad Safiz (ältester Sohn von Prinz Sufri)
- Abdul Khaliq (Sohn von Prinz Sufri)
- Prinz Abdul Alim (Sohn von Prinz Sufri)
- Prinz Abdul Hakim (Sohn von Prinz Jefri)
- Prinz Muda Bahar (Sohn von Prinz Jefri)
- Prinz Kiko (Sohn von Prinz Jefri)

1 Sie trägt keinen königlichen Titel.

## Frühere Mitglieder der Königsfamilie
Geschiedene Ehegatten von Mitgliedern der königlichen Familie (keine Mitglieder der offiziellen königlichen Familie):
- Azrinaz Mazhar (ehemalige Zweitfrau (Pengiran Isteri) des Sultans und Yang Di-Pertuan), 20. August 2005 bis 16. Juni 2010
- Mariam Abdul Aziz (ehemalige Zweitfrau (Pengiran Isteri) des Sultans und Yang Di-Pertuan), bis 2003